# Balassa Konstantin
Balassa Konstantin (Ohrid, Macedónia, 1792 – Pest, 1862. január 10.) császári és királyi lovassági őrnagy.

## Élete
1810-ben mint hadapród lépett a 6. számú huszárezredbe, részt vett az 1813–1815 évi hadjáratban. 1825-ig főhadnagyi rangban ennél az ezrednél szolgált, ezután lovak idomításával foglalkozott, ebben nagy ügyességet és ismereteket szerzett. Lajos főherceg, királyi herceg és a reichstadti herceg előtt is bemutatta képességeit. I. Ferenc király soron kívül a 2. dzsidásezredhez századossá nevezte ki, és évenként 300 forint pótlékdíjat juttatott neki. 1840-től nyugdíjas őrnagyként Pesten élt.

## Munkái
1. Der Hufbeschlag ohne Zwang. Wien, 1828. 6 rajzzal. (2. kiadás. Uo. 1835.; újolag megjelent Bécsben 1844-ben bővítve s az orosz czárnak ajánlva, kitől 1000 frt értékű gyűrűt nyert; ezenkívül hat nyelven jelent meg; magyarul: Az erőszak nélküli patkolás czímmel Hoffner József által ford. Pest, 1828.)
2. Die Zähmung des Pferdes. Wien, 1835. (2. bőv. kiadás. Pest, 1844.)
3. Fecht-methode. Eigens für die Cavallerie. Pest, 1844.
4. Ueber den Umgang mit den Pferden. Pest, 1860.
5. Schnelldressur der Pferde. Pest, 1860.
6. Die militärische Fechtkunst. Pest, 1860.

## Jelentősége
A lovak szelidítéséről (Die Zähmung des Pferdes) illetve az erőszakmentes patkolásról (Der Hufbeschlag ohne Zwang) írt munkái alapján bízvást tekinthetjük az Amerikából terjedő „természetes lovaglás” (natural horsemanship) előfutáraként. Bruno Sperl: Mythos Pferdeflüsterer. Könyveit németül írta, csupán az Erőszakmentes patkolás (1828) jelent meg magyarul, az sem saját fordításában (Hoffner József orvos fordította)  Archiválva 2011. február 21-i dátummal a Wayback Machine-ben.